# Zenélő szökőkút (Kassa)
A zenélő szökőkút a kassai Fő utcán található, a Kassai Nemzeti Színház és a Szent Erzsébet-dóm között. A vízpermetezés és a szökőkút színes megvilágítása a lejátszott zene hangszínei alapján vannak szabályozva. Különlegessége abban is rejlik, hogy a legrégebbi zenélő szökőkút Csehszlovákiában. 1986-ban épült, és húsz évvel később átépítették a jelenlegi formájára. A nyári napokban nemcsak a saját zenéjére reagál, hanem óránként megszólaltatja a harangjáték ritmusát. Repertoárjában csaknem száz dal található, amelyek kellemesebbé teszik e keleti nagyváros lakóinak mindennapjait és a turisták itt töltött idejét is. A harangjáték 22 harangból áll (jelképezve a városrészek számát), amelyek együttesen csaknem 1,5 tonnát nyomnak, és fürt alakban vannak elrendezve. 
A szökőkút nemcsak az említett harangjáték hangjaival reagál összhangban, de még a színház élőzenéjére is, ami felejthetetlen élményt biztosít mindazoknak, akik Kassa központjában járnak. A szökőkútban 750 fúvóka található, amelyek 19 méteres magasságig képesek permetezni a vizet. Este a vizuális élményt ötszínű színes világítás egészíti ki, amelyet a szökőkút közelében egy feltűnő üvegpavilonban található számítógép vezérel. A zenélő szökőkút annyira varázslatos, hogy gyakran látni fényképezkedő lakodalmi násznépet. A tágabb környékről is érkeznek Kassára, hogy megörökítsék esküvőjük pillanatait a város legszebb szökőkútjánál.

## Fordítás
Ez a szócikk részben vagy egészben  a   Spievajúca fontána (Košice) című szlovák Wikipédia-szócikk ezen változatának fordításán alapul.  Az eredeti cikk szerkesztőit annak laptörténete sorolja fel. Ez a jelzés csupán a megfogalmazás eredetét és a szerzői jogokat jelzi, nem szolgál a cikkben szereplő információk forrásmegjelöléseként.